# Robert Curry
Robert Samuel "Bob" Curry (Nova York, 14 d'agost de 1882 - ?) va ser un lluitador estatunidenc que va competir a primers del segle xx. El 1904 va prendre part en els Jocs Olímpics de Saint Louis.
El 1903 va guanyar el Campionat Nacional de Lluita Lliure a Nova York en la categoria minimosca en imposar-se a Gustav Bauer en la final en tan sols 17 segons.
Posteriorment, el març de 1904 va guanyar el campionat organitzat per la Metropolitan Association of the Amateur Athletic Union. En acabar aquest campionat fou seleccionat per prendre part en els Jocs Olímpics de Saint Louis la tardor d'aquell mateix any. Allà va guanyar la medalla d'or en la categoria de pes minimosca, de fins a 47,6 kg, en superar primer a Gustav Thiefenthaler i en la final a John Hein.